# Décès en 2017
Décès
- 2013
- 2014
- 2015
- 2016
- 2017
- 2018
- 2019
- 2020
- 2021

Cet article présente une liste de personnalités mortes au cours de l'année 2017.
La liste des personnes référencées dans Wikipédia est disponible dans la page de la Catégorie:Décès en 2017

Les mois de l'année font également l'objet de listes spécifiques :

## Décès par mois

### Janvier
- 1er janvier :
  - René Ballet, écrivain français.
- 2 janvier :
  - François Chérèque, syndicaliste français, ancien secrétaire général de la CFDT ;
  - Jean Vuarnet, skieur alpin français et fondateur de la station d'Avoriaz.
- 4 janvier :
  - Georges Prêtre, chef d'orchestre français ;
  - Jean Poczobut ancien président de la Fédération française d'athlétisme.
- 5 janvier : Tullio De Mauro, linguiste et homme politique italien.
- 6 janvier :
  - Om Puri, acteur indien.
  - Tilikum, qui a inspiré le film documentaire l'Orque tueuse.
- 7 janvier : Mário Soares, homme politique portugais.
- 8 janvier :
  - Nicolai Gedda, ténor suédois ;
  - Hachemi Rafsandjani, homme politique et président iranien de 1989 à 1997.
- 9 janvier : Gueorgui Noskov, ornithologue russe.
- 11 janvier : Pierre Arpaillange, ancien ministre français de la Justice et ancien président de la Cour des comptes.
- 13 janvier : Antony Armstrong-Jones, Lord Snowdon, designer, photographe et réalisateur britannique, ancien époux de la princesse Margaret.
- 15 janvier : Paul Lombard, avocat français.
- 16 janvier : Eugene Cernan, astronaute américain, dernier homme ayant marché sur la lune dans le cadre de la mission Apollo 17.
- 17 janvier : Pascal Garray, dessinateur et scénariste belge.
- 19 janvier : Miguel Ferrer, acteur américain.
- 25 janvier : John Hurt, acteur britannique.
- 27 janvier : Emmanuelle Riva, actrice française.
- 31 janvier :
  - John Wetton, bassiste britannique et chanteur de rock progressif.
  - Annie Saumont, nouvelliste française

### Février

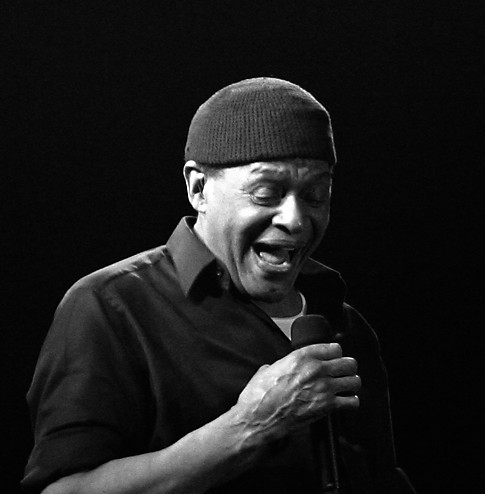
Al Jarreau.

- 1er février : Étienne Tshisekedi, personnalité politique congolaise.
- 6 février : Alec McCowen, acteur anglais
- 7 février : Tzvetan Todorov, sémiologue français
- 11 février : Jirō Taniguchi, mangaka japonais.
- 12 février : Al Jarreau, musicien et chanteur américain de jazz.
- 13 février : Kim Jong-nam, Frère de Kim Jong-un.
- 16 février : Maurice Vander, pianiste de jazz français.
- 19 février :
  - Xavier Beulin, agriculteur et industriel français.
  - Roger Knobelspiess, criminel français.
- 21 février : Jean-Pierre Jorris, homme de théâtre.
- 25 février : Bill Paxton, acteur et réalisateur américain.

### Mars
- 3 mars : Raymond Kopa, ancien footballeur international français.
- 4 mars : Jean-Christophe Averty homme de radio et de télévision français.
- 8 mars : Éliane Victor, journaliste de télévision française, épouse de l'explorateur Paul-Émile Victor.
- 10 mars : Pierre Bouteiller, journaliste français de radio et de télévision.
- 13 mars : Jean-Claude Sachot, comédien français pratiquant très activement le doublage.
- 17 mars : Derek Walcott, écrivain saint-lucien, prix Nobel de littérature en 1992.
- 18 mars :
  - Chuck Berry, chanteur et guitariste américain, pionnier du rock’n’roll ;
  - Trisha Brown, danseuse et chorégraphe américaine.
- 19 mars : Roger Pingeon, coureur cycliste français, vainqueur du Tour de France 1967.
- 20 mars : David Rockefeller, homme d'affaires et milliardaire américain.
- 21 mars : Henri Emmanuelli, homme politique français.
- 28 mars : Janine Sutto, actrice québécoise d'origine française.

### Avril
- 1er avril : Evgueni Evtouchenko, poète russe.
- 6 avril : Armand Gatti, poète, dramaturge et metteur en scène français.
- 9 avril : Carme Chacón, femme d'État espagnole.
- 15 avril : Emma Morano, supercentenaire italienne et doyenne de l'humanité.
- 20 avril : Paul Hébert, acteur, metteur en scène et directeur de théâtre québécois.
- 26 avril : Jonathan Demme, réalisateur, producteur et scénariste américain.
- 30 avril : Ueli Steck alpiniste suisse.

### Mai
- 4 mai : Victor Lanoux, acteur, producteur, scénariste et dramaturge français.
- 5 mai : Corinne Erhel, femme politique française.
- 8 mai : Rebeca Uribe Bone, première femme diplômée ingénieure en Colombie.
- 12 mai : Mauno Koivisto, homme politique finlandais.
- 18 mai : Chris Cornell, chanteur du groupe Soundgarden.
- 19 mai : Stanley Green, photographe américain.
- 22 mai : Nicky Hayden, pilote américain de moto.
- 23 mai : Roger Moore, acteur britannique.
- 28 mai : Jean-Marc Thibault, acteur français.

### Juin

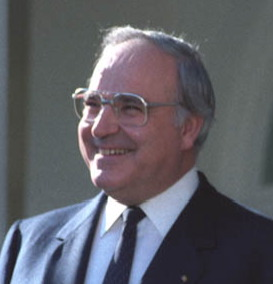
Helmut Kohl.

- 3 juin : Christophe Otzenberger, cinéaste français.
- 6 juin : Juan Goytisolo, écrivain espagnol.
- 7 juin : Keiichi Tahara, photographe japonais.
- 9 juin : Adam West, acteur américain.
- 13 juin : Şirin Tekeli, universitaire, écrivaine et militante féministe turque.
- 14 juin :
  - Hervé Ghesquière, journaliste français.
  - Ernestina Herrera de Noble, éditrice et femme d'affaires argentine.
- 16 juin :
  - Christian Cabrol, chirurgien cardiaque et homme politique français ;
  - Helmut Kohl, homme d'État allemand.
- 20 juin : Prodigy, rappeur américain.
- 22 juin : Quett Masire, président de la république du Botswana.
- 27 juin : Valentín Pimstein, producteur chilien.
- 29 juin : Louis Nicollin, entrepreneur français et président du club de foot de Montpellier
- 30 juin : Simone Veil, femme politique française.

### Juillet
- 5 juillet : Pierre Henry, compositeur français de musique électroacoustique.
- 9 juillet : Robert Vigouroux, homme politique français, professeur de médecine.
- 13 juillet : Liu Xiaobo, écrivain chinois, professeur d'université et militant des droits de l'Homme, prix Nobel de la paix en 2010.
- 15 juillet : Martin Landau, acteur américain.
- 16 juillet : 
  - Azerzour, chanteur et auteur-compositeur-interprète algérien d'expression kabyle.
  - George A. Romero, réalisateur, scénariste, acteur, auteur américain.
- 18 juillet : Max Gallo, écrivain et homme politique français.
- 20 juillet : Chester Bennington, chanteur et compositeur du groupe Linkin Park.
- 20 juillet :
  - Anne Dufourmantelle, philosophe française.
  - Claude Rich, acteur français.
- 25 juillet : Rula Quawas, universitaire et défenseuse jordanienne des droits des femmes (° 25 février 1960).
- 31 juillet :
  - Jeanne Moreau, actrice française ;
  - Sam Shepard, acteur américain ;
  - Jean-Claude Bouillon, acteur français.
  - Georges Martin, ingénieur automobile, père du « moteur Poissy » et du moteur V12 Matra Sports.

### Août
- 5 août : Christian Millau, critique gastronomique français.
- 6 août : Nicole Bricq, ministre et sénatrice française.
- 8 août : Gonzague Saint Bris, écrivain et journaliste français.
- 14 août : Nubar Ozanyan, révolutionnaire communiste et combattant turc.
- 17 août : Sonny Landham, acteur américain.
- 20 août : Jerry Lewis, acteur, producteur et réalisateur américain.
- 26 août :  Tobe Hooper, réalisateur américain.
- 28 août : Mireille Darc, actrice française.
- 31 août : Richard Anderson, acteur américain.

### Septembre
- 6 septembre : Kate Millett, écrivaine américaine.
- 8 septembre : Pierre Bergé, homme d'affaires et mécène français.
- 10 septembre : Kate Murtagh, actrice et chanteuse américaine.
- 13 septembre : Frank Vincent, acteur américain d'origine italienne.
- 15 septembre :
  - Harry Dean Stanton, acteur américain.
  - Violet Brown, supercentenaire jamaïcaine et doyenne de l'humanité.
- 16 septembre : Fred Moore, militaire et opticien français, ancien Compagnon de la Libération.
- 19 septembre : Jake LaMotta, boxeur américain.
- 21 septembre : Liliane Bettencourt, femme d'affaires française.
- 23 septembre : Charles Bradley, chanteur américain.
- 24 septembre : Gisèle Casadesus, actrice française.
- 25 septembre : Gérard Palaprat, chanteur pop français.
- 27 septembre : Hugh Hefner, fondateur et propriétaire du magazine de charme Playboy.

### Octobre
- 1er octobre : Edmond Maire, syndicaliste français.
- 2 octobre :
  - Tom Petty, chanteur et guitariste américain de rock.
  - Anne Bert, écrivaine française.
- 3 octobre : Jalal Talabani, homme d’État irakien.
- 5 octobre : Anne Wiazemsky, écrivaine, comédienne et réalisatrice française.
- 8 octobre : Slim Chaker, homme politique tunisien.
- 9 octobre :
  - Jean Rochefort, acteur français,
  - Armando Calderón Sol, homme d’État salvadorien.
  - Hessie, artiste textile franco-monténégrine contemporaine.
- 12 octobre : Joan Blos, romancière américaine.
- 13 octobre : Albert Zafy, médecin et homme d'État malgache.
- 15 octobre : Alain Meilland, chanteur, comédien et metteur en scène libertaire français et cofondateur du Printemps de Bourges.
- 17 octobre : Danielle Darrieux, actrice et chanteuse française.
- 19 octobre : Honorine Rondello, supercentenaire et doyenne des Français.
- 22 octobre :
  - Louis Viannet, syndicaliste français.
  - George Young, musicien de rock australien.
- 24 octobre : Philippe Vecchi, journaliste, producteur de télévision et animateur de télévision et de radio français.
- 25 octobre : Fats Domino, chanteur américain de rythm and blues.
- 26 octobre : Nelly Olin, femme politique française.
- 28 octobre : Jacques Sauvageot, homme politique et historien français.
- 29 octobre :
  - Ninian Stephen, magistrat et homme d'État australien.
  - Didier Motchane, haut fonctionnaire et homme politique français.
- 30 octobre :
  - Clara Halter, sculptrice française.
  - Amina Okueva, médecin militaire ukrainienne.

### Novembre
- 6 novembre : Karin Dor, actrice allemande.
- 7 novembre : Hans Schäfer, footballeur international allemand.
- 8 novembre : Roger Grenier, écrivain, journaliste et homme de radio français.
- 9 novembre : 
  - John Hillerman, acteur américain.
  - Patrick Béthune, acteur et comédien français pratiquant activement du doublage.
- 11 novembre : Kirti Nidhi Bista, homme d'État népalais.
- 12 novembre :
  - Michel Chapuis, organiste français ;
  - Jack Ralite, homme politique français.
- 13 novembre : David Poisson, skieur alpin français.
- 14 novembre : Rolland-Yves Mauvernay, docteur en médecine et en pharmacie et chef d'entreprise français et suisse.
- 15 novembre : Françoise Héritier, anthropologue, ethnologue et féministe française.
- 15 novembre : Lil Peep, jeune rappeur et chanteur américain
- 16 novembre : Robert Hirsch, acteur français.
- 17 novembre : Totò Riina, gangster italien, chef de la mafia sicilienne.
- 18 novembre :
  - Azzedine Alaïa, styliste et grand couturier franco-tunisien ;
  - Youssouf Ouédraogo, économiste, diplomate et homme d'État burkinais ;
  - Malcolm Young, musicien et cofondateur australien d'origine écossaise du groupe AC/DC.
- 19 novembre :
  - Charles Manson, criminel américain ;
  - Jana Novotná, joueuse de tennis tchécoslovaque puis tchèque.
- 22 novembre :
  - Jean Anglade, écrivain français ;
  - Jon Hendricks, chanteur et compositeur de jazz américain.
- 25 novembre : Rance Howard, acteur, scénariste et producteur américain.
- 28 novembre : Shadia, actrice et chanteuse égyptienne.
- 29 novembre : Véronique Nordey, actrice française.
- 30 novembre : Alain Jessua, réalisateur français.

### Décembre

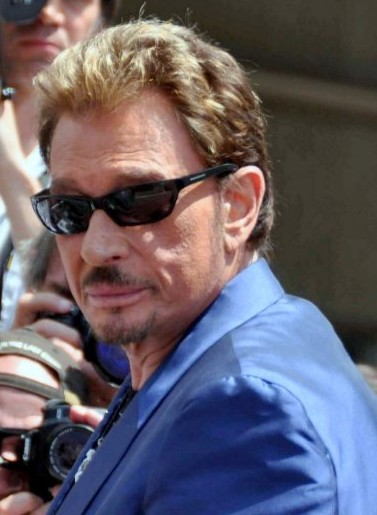
Johnny Hallyday.

- 2 décembre : Ulli Lommel, acteur, scénariste et réalisateur allemand.
- 4 décembre : Ali Abdallah Saleh, militaire et homme d'État yéménite.
- 5 décembre :
  - Johnny Hallyday, chanteur, compositeur et acteur français ;
  - Jean d'Ormesson, écrivain, journaliste et philosophe français ;
  - Michel Ier, ancien roi de Roumanie.
  - August Ames, actrice pornographique canadienne.
- 6 décembre :
  - William H. Gass, écrivain américain.
- 7 décembre : Juan Luis Buñuel, réalisateur et scénariste français.
- 8 décembre : Josy Eisenberg, rabbin, présentateur de télévision, réalisateur français et producteur de l'émission À bible ouverte.
- 10 décembre :
  - Manno Charlemagne, auteur-compositeur-interprète engagé et homme politique haïtien ;
  - François Régis Hutin, journaliste et patron de presse français, président d'Ouest-France.
- 12 décembre : Edwin M. Lee, homme politique américain et maire de San Francisco.
- 15 décembre : Darlanne Fluegel, actrice américaine.
- 16 décembre : Robert George Wilmers, banquier milliardaire américain.
- 18 décembre : Jong-hyun, chanteur, danseur et parolier sud-coréen.
- 20 décembre : Annie Goetzinger, dessinatrice française.
- 24 décembre : Jacques Chérèque, syndicaliste, préfet et homme politique français.
- 27 décembre : Kagendo Murungi, féministe kenyane, militante LGBT et réalisatrice.
- 29 décembre : Carmen Franco y Polo, duchesse espagnole, fille de l'ancien homme d'État Francisco Franco.
- 30 décembre : Tchinguiz Sadikhov, pianiste azerbaïdjanais.
- 31 décembre : François d'Orléans, aristocrate français